# Segundo (Colorado)
Segundo es un lugar designado por el censo ubicado en el condado de Las Ánimas en el estado estadounidense de Colorado. En el Censo de 2010 tenía una población de 98 habitantes y una densidad poblacional de 54,6 personas por km².

## Geografía
Segundo se encuentra ubicado en las coordenadas 37°7′21″N 104°44′23″O / 37.12250, -104.73972. Según la Oficina del Censo de los Estados Unidos, Segundo tiene una superficie total de 1.79 km², de la cual 1.79 km² corresponden a tierra firme y (0%) 0 km² es agua.

## Demografía
Según el censo de 2010, había 98 personas residiendo en Segundo. La densidad de población era de 54,6 hab./km². De los 98 habitantes, Segundo estaba compuesto por el 86.73% blancos, el 0% eran afroamericanos, el 2.04% eran amerindios, el 2.04% eran asiáticos, el 0% eran isleños del Pacífico, el 7.14% eran de otras razas y el 2.04% pertenecían a dos o más razas. Del total de la población el 44.9% eran hispanos o latinos de cualquier raza.